# Mustafa Amezrine
Mustafa Amezrine (Arnhem, 11 januari 1989) is een Nederlands voormalig voetballer die als doelman speelde. Amezrine speelde meerdere jaren bij De Graafschap.

## Carrière
Amezrine heeft 2 Marokkaanse ouders. Op jonge leeftijd begon hij met voetballen bij amateurvereniging Arnhemia in Arnhem. Op twaalfjarige leeftijd werd hij ‘ontdekt' door scouts van De Graafschap en werd hij toegevoegd aan de jeugdopleiding van De Graafschap. In 2007 werd hij uitgeroepen tot beste keeper van het jeugdtoernooi in Terborg. In 2007 kreeg hij naast zijn Marokkaanse ook een Nederlands paspoort. Amezrine maakte op 31 mei 2009 zijn debuut in het betaald voetbal tegen RKC Waalwijk. Hij kwam na 46 minuten het veld in. Hij stond uiteindelijk zevenmaal onder de lat bij de Superboeren. In 2009 werd zijn aflopende contract bij de club niet verlengd, waarop hij in 2010 naar SDV Barneveld vertrok. Van 2011 tot december 2017 speelde hij bij de Zuid-Hollandse amateurclub VV Noordwijk. In februari 2018 werd bekend dat Amezrine met ingang van het seizoen 2018/19 voor VV Spijkenisse uit zou komen.